# Martin Jørgensen (författare)
Martin Jørgensen var en dansk journalist, författare och manusförfattare.  

## Filmmanus i urval
- 1913 – Miraklet
- 1915 – Mästertjuven
- 1915 – Madame de Thèbes
- 1915 – Hämnaren
- 1916 – Das Liebes-ABC
- 1916 – Skepp som mötas